# ディエップ (セーヌ＝マリティーム県)
ディエップ （Dieppe）は、フランス、ノルマンディー地域圏、セーヌ＝マリティーム県のコミューン。イギリス海峡に面した港町として知られている。

## 地名の由来
ディエップは、イギリス海峡に注ぐアルク川河口に位置する。最古の地名の証拠は、11世紀に遡る。Deppae（1015年-1029年）、Dieppa（1030年）、12世紀のDeppa、Deupa、Diopaである。

## 歴史

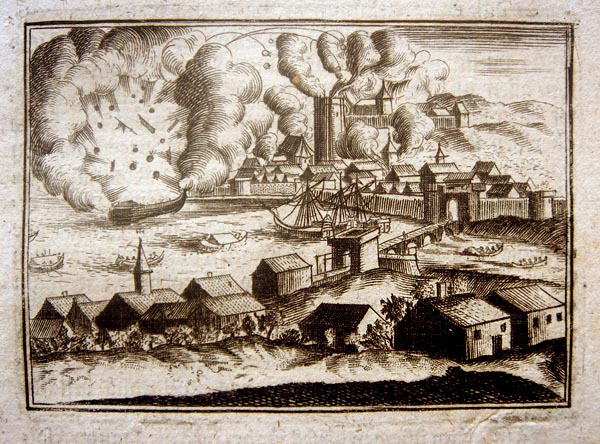
1694年、砲撃を受けるディエップ。1701年の銅板画

907年、ヴァイキングが、現在のディエップ近郊にあたる、海へ注ぐ深い川と、Djepp（深いという意味）の名を初めて書き残した。
1030年に小さな漁港として初めて名前が歴史に現れた。1197年、ノルマンディー公リシャール（リチャード獅子心王）が、ディエップを含む領地にルーアン大司教座を設置する許可を与えた。ディエップは、百年戦争の間攻撃に耐え抜いたという重要な賞賛に値するものを持っていた。
ディエップは、16世紀フランスで最も進んだ地図学学校を持っていた。1488年、ディエップ出身の航海者ジャン・クザン（fr）が、アゾレス諸島と西アフリカへ向かう途上、嵐によってルートがそらされ、ブラジルのサン・ロッケ岬に漂着した。1508年、トマ・オベールとジャン・ヴェラッサンがディエップからニューファンドランド島へ向けて出航。のちのセント・ローレンス川に達した。
そして17世紀にはフランス王国第一の港となった。1632年7月23日、300人の植民者たちがヌーヴェル・フランスへ向けてディエップから出発した。1685年のフォンテーヌブローの勅令布告によって、海外へ亡命する3000人のユグノー市民たちがディエップからいなくなった。
1674年、ディエップに初めてタバコ工場がつくられた。ディエップは戦時には重要な標的にされた。1694年、ディエップ市街はフランス＝イギリス海軍の砲撃によって広範囲に破壊された。1696年以後に市街は再建され、1824年に王族のベリー公爵夫人マリー・カロリーヌがディエップを訪問したことから、海辺のリゾート地として大衆化された。ベリー公爵夫人は、最近修復された市立劇場プティ・テアトル（Petit-Theatre、1825年）の建物を援助した。劇場は、特に作曲家カミーユ・サン＝サーンスと提携していた。
ナポレオン3世と皇后ウジェニーは、新婚旅行の際にディエップに立ち寄った。

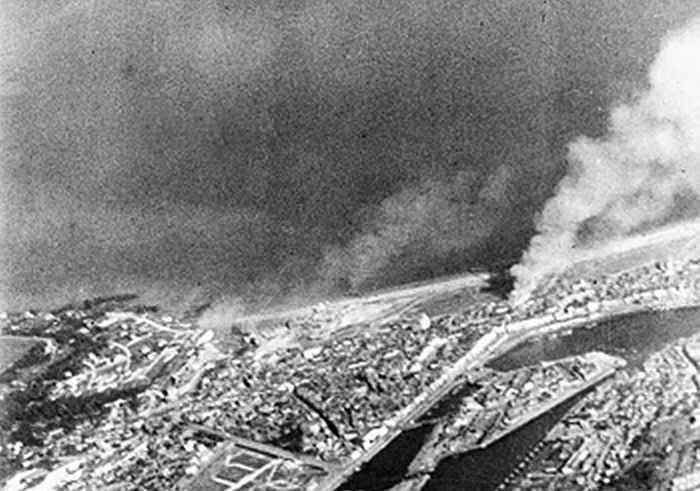
ディエップの戦い

第二次世界大戦中のディエップの戦いは、連合国側が高い代償を払った戦いの1つで、血なまぐさい戦闘として知られるようになった。1942年8月19日、カナダ軍第二歩兵師団から主に編成された連合国軍勢が、短期間でのディエップ占領、情報の獲得、無防備な戦闘にドイツ空軍を引き込むことを期待して、ディエップに上陸した。連合国側は1,400人以上の死者を出し、カナダ兵は1,946人が捕虜となって、主な目的は達成されなかった。ディエップが解放されたのは、1944年9月1日、カナダ軍第二歩兵師団（フュージレイド作戦）によってであった。
カナダ、ニューブランズウィック州の自治体ディエップ（旧名Léger Corner）は、ディエップの戦いで命を落としたカナダ兵に敬意を表して1946年に改名された。

## 史跡
ディエップは、フランス歴史と芸術のまちの称号を得ている。
- ディエップ城 - 最初の城は、12世紀のフランス王フィリップ2世時代に建てられた。現在の城の建設は、シャルル・デ・マレの勧めで1443年に始められた。西側塔はおそらく16世紀以来からある。実際の城の要塞部分は、様々な建築様式からなっている。燧石と砂岩でできた設備はしばしば手が加えられてきた。
- サンレミ教会（16世紀から17世紀）
- サン・ジャック教会（12世紀から16世紀） - ゴシック・フランボワイヤン様式とルネサンス様式。
- ヴェルダン大通り - 砂浜に面したディエップ一の目抜き通り。
- プティ・テアトル - フランス歴史文化財となっている
- 旧オテル・ロワイヤル - 1901年建設。20世紀初頭の華やかな時代を物語る建物の一つで、現在はアパルトマンとなっている。

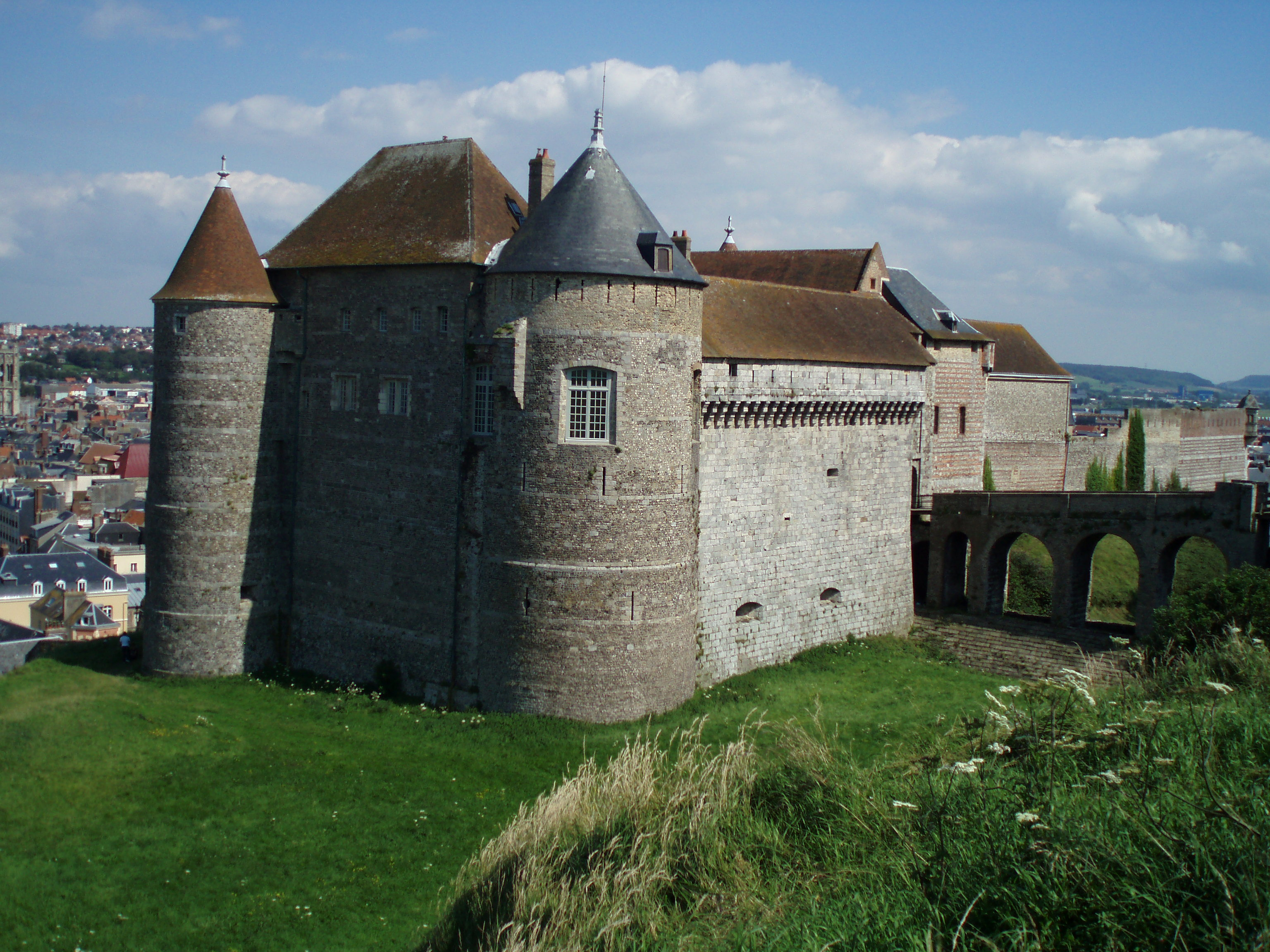
ディエップ城
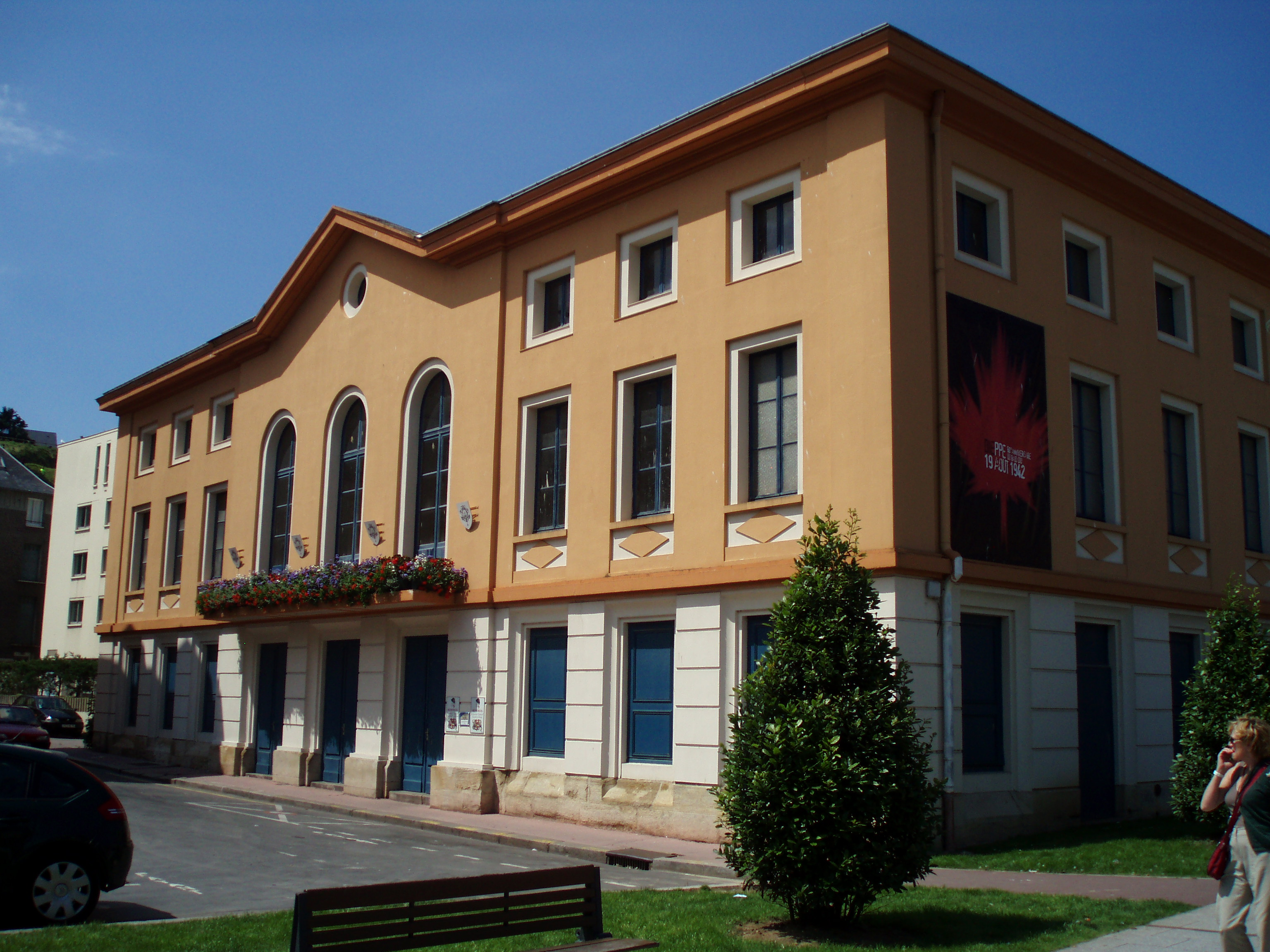
プティ・テアトル
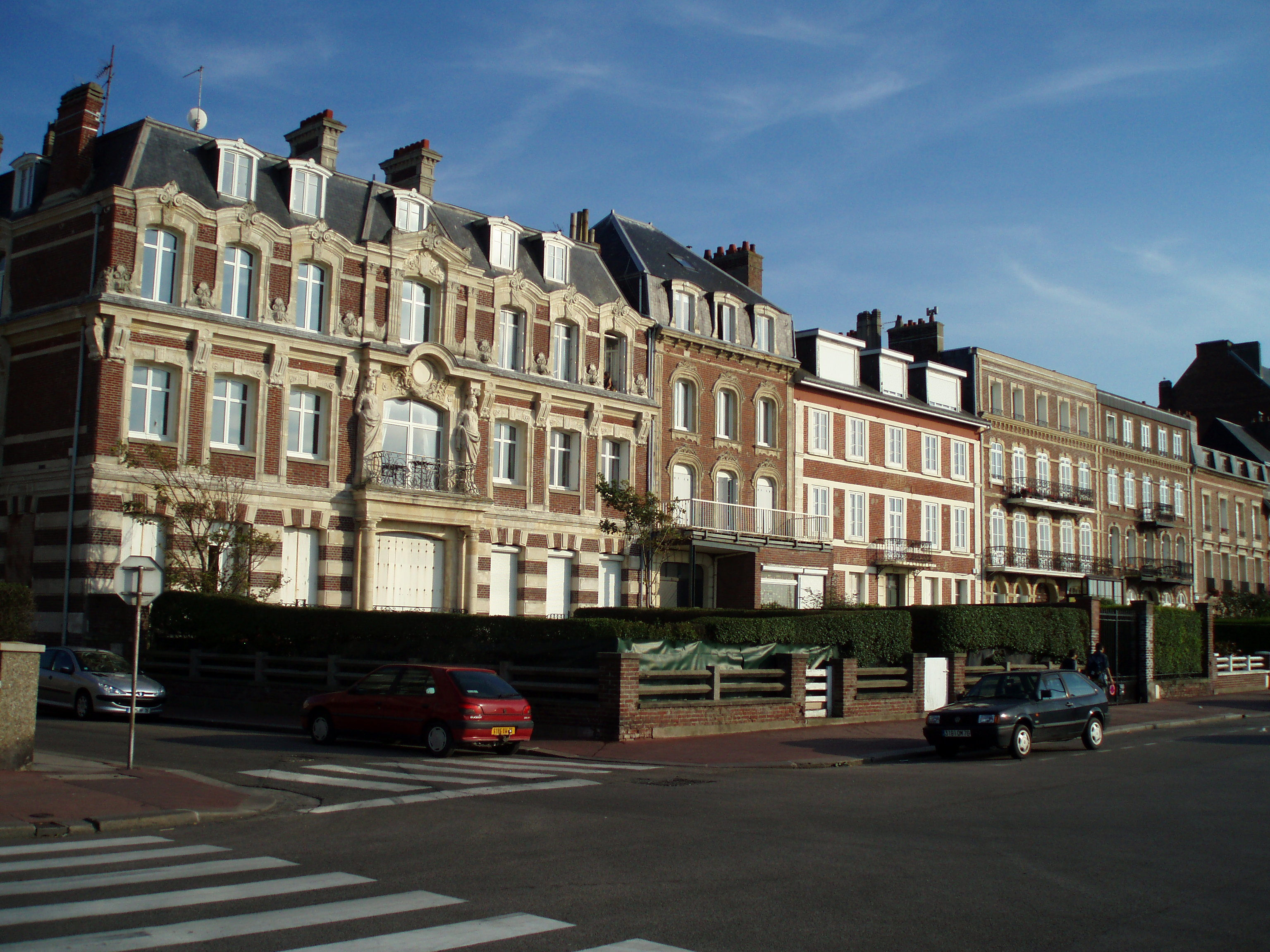
第二帝政時代の建物

## 経済

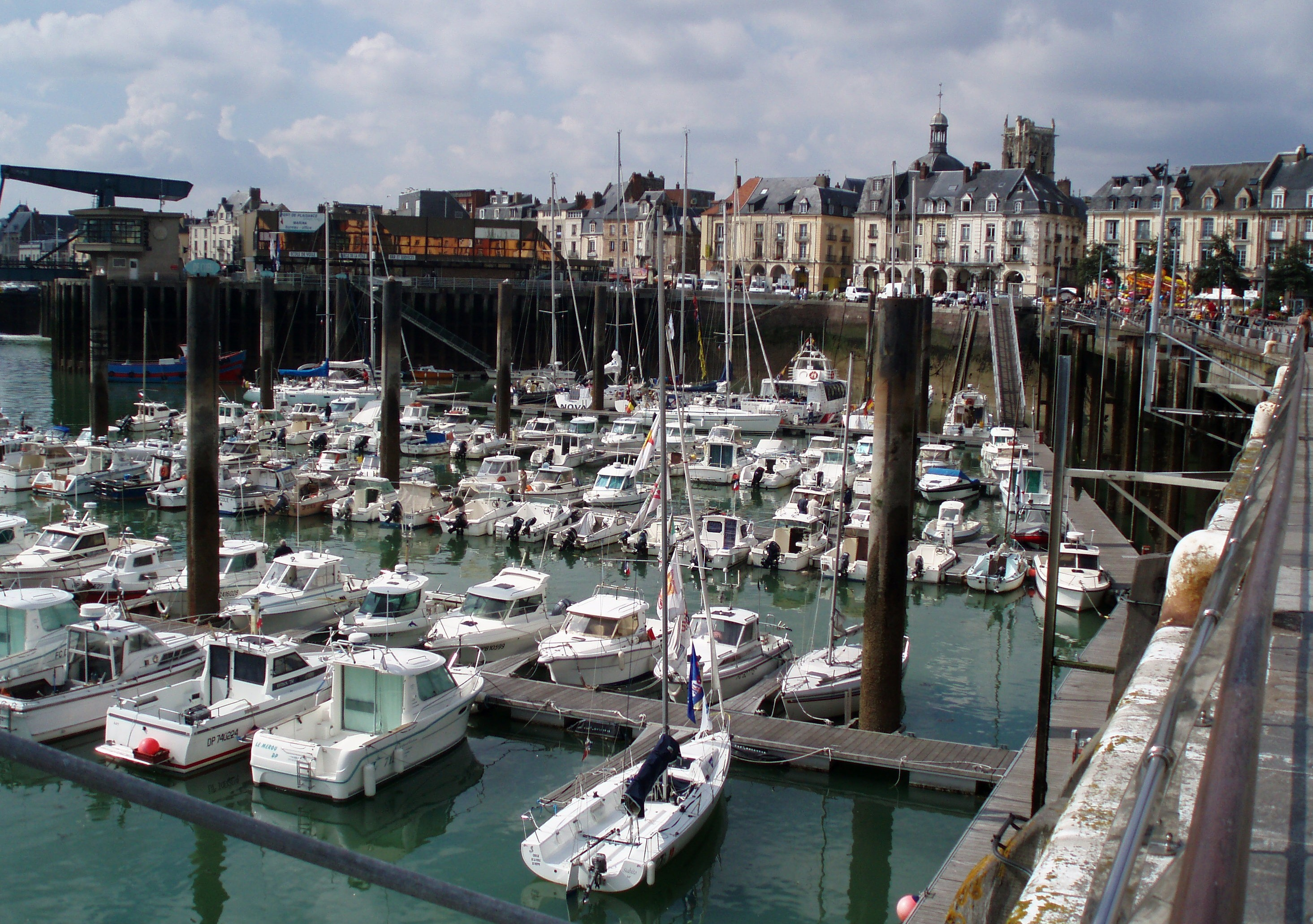
マリーナ

ホタテ漁でフランス第一の漁港である。パリに最も近いマリーナであり、貿易港でもある。ディエップは1970年代終わりまで、フランス第一のバナナ輸入港であった。ディエップは、ルノーのような大企業が輸出に用いる産業センターである。
ディエップは観光の街であり、砂浜のある海水浴場、カジノ、ゴルフ場、競馬場、ブティック、他にタラソテラピーの受けられる健康施設を備えている。

## 交通

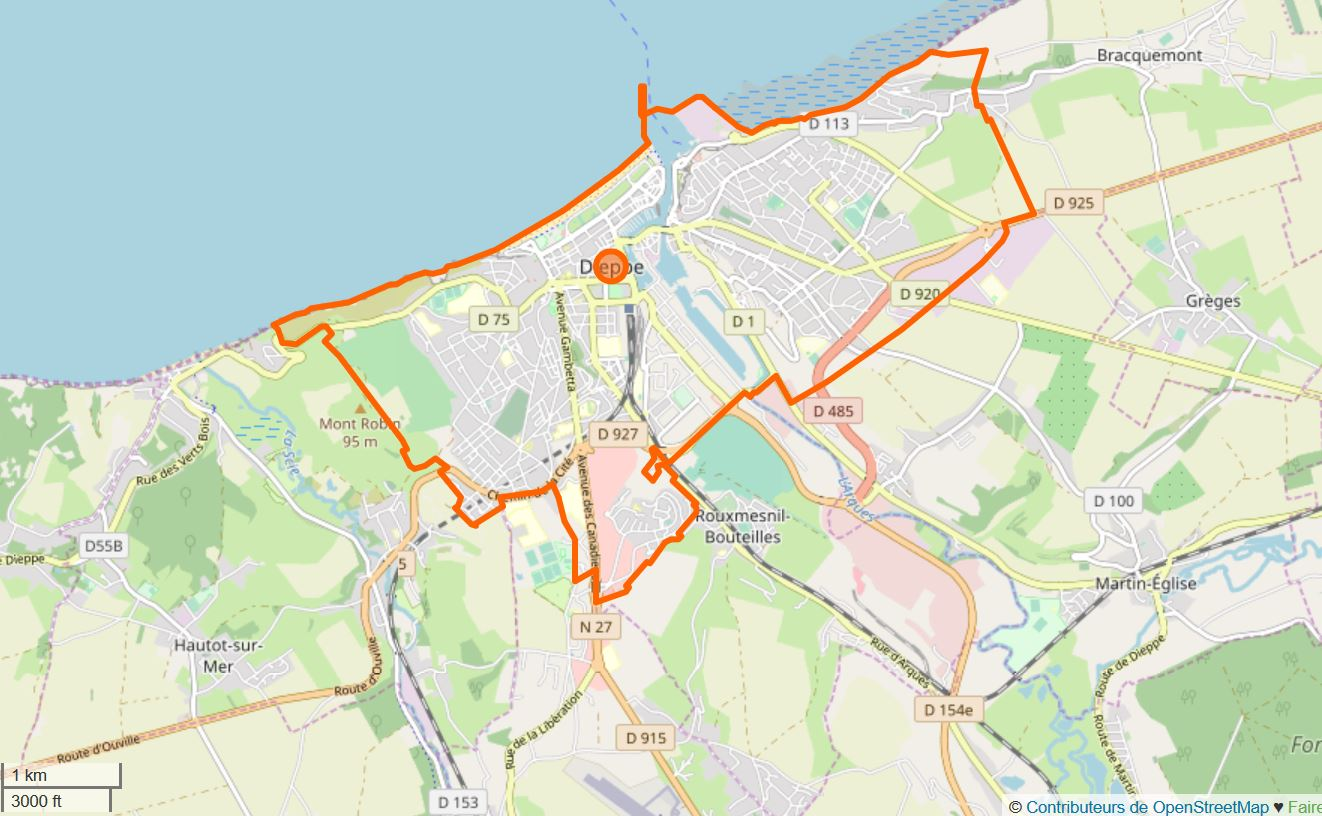
ディエップ地図

ディエップにはフェリー港があり、イギリスのニューヘイヴン港との間に定期便が運行されている。

## 著名な出身者
- エマニュエル・プティ - 元サッカー選手
- ルイ・ド・ブロイ - 物理学者。ノーベル物理学賞受賞者
- ジャン＝フランシス・オービュルタン - 象徴派の画家
- ヴァレリー・ルメルシェ - 女優
- ガブリエル・ド・クリュー - 海軍将校

## 姉妹都市
- ディエップ (ニューブランズウィック州)、カナダ
- ブライトン、イギリス